# Roko Jureškin
Roko Jureškin (Spalato, 29 settembre 2000) è un calciatore croato, centrocampista dello Spartak Trnava.

## Carriera

### Club
Cresciuto calcisticamente in patria nei settori giovanili di varie squadre, nel 2019 firma il suo primo contratto da professionista con gli slovacchi del Sereď. Esordisce in Superliga il 21 luglio dello stesso anno, giocando l'incontro perso per 2-0 contro lo Spartak Trnava. Un mese dopo ha realizzato la sua prima rete in campionato, nella sconfitta per 3-2 contro il Nitra.
Nel febbraio 2020, Jureškin viene ceduto in prestito allo Žilina, che lo aggrega alla seconda squadra. Dopo aver totalizzato soltanto una presenza, fa rientro al Sereď.
Il 10 luglio 2022, Jureškin viene acquistato dal Pisa, in Serie B, con cui firma un contratto triennale.
Dopo aver trovato spazio limitato in Toscana, il 31 gennaio 2023 il giocatore viene ceduto in prestito con diritto di riscatto al Benevento, nella stessa divisione.
Tornato ai nerazzurri, dopo aver raccolto 3 presenze, il 31 gennaio 2024 viene ceduto in prestito fino al termine della stagione allo Spezia, dove tuttavia non viene mai impiegato.
Terminato il prestito ai liguri, il 19 luglio 2024 viene ceduto a titolo definitivo alla formazione moldava dello Sheriff Tiraspol.
Il 13 settembre 2024 si trasferisce allo Spartak Trnava.

### Nazionale
Nel 2022 ha esordito con la nazionale croata Under-20.
Il 21 novembre 2022 fa il suo debutto con la Croazia U-21, scende in campo da titolare andando anche a segno nell'amichevole casalinga pareggia 1-1 contro l'Austria.

## Statistiche

### Presenze e reti nei club
Statistiche aggiornate al 31 gennaio 2024.
| Stagione        | Squadra         | Campionato      | Campionato | Campionato | Coppe nazionali | Coppe nazionali | Coppe nazionali | Coppe continentali | Coppe continentali | Coppe continentali | Altre coppe | Altre coppe | Altre coppe | Totale | Totale |
| Stagione        | Squadra         | Comp            | Pres       | Reti       | Comp            | Pres            | Reti            | Comp               | Pres               | Reti               | Comp        | Pres        | Reti        | Pres   | Reti   |
| --------------- | --------------- | --------------- | ---------- | ---------- | --------------- | --------------- | --------------- | ------------------ | ------------------ | ------------------ | ----------- | ----------- | ----------- | ------ | ------ |
| 2019-feb. 2020  | Sereď           | SL              | 6          | 1          | CS              | 0               | 0               |                    | -                  | -                  |             | -           | -           | 6      | 1      |
| feb.-giu. 2020  | Žilina II       | 1L              | 1          | 0          |                 | -               | -               |                    | -                  | -                  |             | -           | -           | 1      | 0      |
| 2020-2021       | Sereď           | SL              | 21+10      | 1+3        | CS              | 3               | 0               |                    | -                  | -                  |             | -           | -           | 34     | 4      |
| 2021-2022       | Sereď           | SL              | 22+8       | 5+0        | CS              | 2               | 0               |                    | -                  | -                  |             | -           | -           | 32     | 5      |
| Totale Sereď    | Totale Sereď    | Totale Sereď    | 67         | 10         |                 | 5               | 0               |                    | -                  | -                  |             | -           | -           | 72     | 10     |
| 2022-gen. 2023  | Pisa            | B               | 5          | 0          | CI              | 1               | 0               |                    | -                  | -                  |             | -           | -           | 6      | 0      |
| gen.-giu. 2023  | Benevento       | B               | 5          | 0          | CI              | -               | -               |                    | -                  | -                  |             | -           | -           | 5      | 0      |
| 2023-gen. 2024  | Pisa            | B               | 3          | 0          | CI              | 0               | 0               | -                  | -                  | -                  | -           | -           | -           | 3      | 0      |
| Totale Pisa     | Totale Pisa     | Totale Pisa     | 8          | 0          |                 | 1               | 0               |                    | -                  | -                  |             | -           | -           | 9      | 0      |
| gen.-giu. 2024  | Spezia          | B               | 0          | 0          | CI              | -               | -               | -                  | -                  | -                  | -           | -           | -           | 0      | 0      |
| Totale carriera | Totale carriera | Totale carriera | 81         | 10         |                 | 6               | 0               |                    | -                  | -                  |             | -           | -           | 87     | 10     |

### Cronologia presenze e reti in nazionale
| Cronologia completa delle presenze e delle reti in nazionale ― Croazia under 21 | Cronologia completa delle presenze e delle reti in nazionale ― Croazia under 21 | Cronologia completa delle presenze e delle reti in nazionale ― Croazia under 21 | Cronologia completa delle presenze e delle reti in nazionale ― Croazia under 21 | Cronologia completa delle presenze e delle reti in nazionale ― Croazia under 21 | Cronologia completa delle presenze e delle reti in nazionale ― Croazia under 21 | Cronologia completa delle presenze e delle reti in nazionale ― Croazia under 21 | Cronologia completa delle presenze e delle reti in nazionale ― Croazia under 21 |
| Data                                                                            | Città                                                                           | In casa                                                                         | Risultato                                                                       | Ospiti                                                                          | Competizione                                                                    | Reti                                                                            | Note                                                                            |
| ------------------------------------------------------------------------------- | ------------------------------------------------------------------------------- | ------------------------------------------------------------------------------- | ------------------------------------------------------------------------------- | ------------------------------------------------------------------------------- | ------------------------------------------------------------------------------- | ------------------------------------------------------------------------------- | ------------------------------------------------------------------------------- |
| 21-11-2022                                                                      | Pola                                                                            | Croazia under 21                                                                | 1 – 1                                                                           | Austria under 21                                                                | Amichevole                                                                      | 1                                                                               | 86’                                                                             |
| Totale                                                                          |                                                                                 | Presenze                                                                        | 1                                                                               |                                                                                 | Reti                                                                            | 1                                                                               |                                                                                 |

| Cronologia completa delle presenze e delle reti in nazionale ― Croazia under 20 | Cronologia completa delle presenze e delle reti in nazionale ― Croazia under 20 | Cronologia completa delle presenze e delle reti in nazionale ― Croazia under 20 | Cronologia completa delle presenze e delle reti in nazionale ― Croazia under 20 | Cronologia completa delle presenze e delle reti in nazionale ― Croazia under 20 | Cronologia completa delle presenze e delle reti in nazionale ― Croazia under 20 | Cronologia completa delle presenze e delle reti in nazionale ― Croazia under 20 | Cronologia completa delle presenze e delle reti in nazionale ― Croazia under 20 |
| Data                                                                            | Città                                                                           | In casa                                                                         | Risultato                                                                       | Ospiti                                                                          | Competizione                                                                    | Reti                                                                            | Note                                                                            |
| ------------------------------------------------------------------------------- | ------------------------------------------------------------------------------- | ------------------------------------------------------------------------------- | ------------------------------------------------------------------------------- | ------------------------------------------------------------------------------- | ------------------------------------------------------------------------------- | ------------------------------------------------------------------------------- | ------------------------------------------------------------------------------- |
| 23-3-2022                                                                       | Dubai                                                                           | Giappone under 20                                                               | 1 – 0                                                                           | Croazia under 20                                                                | Amichevole                                                                      | -                                                                               | 59’                                                                             |
| 26-3-2022                                                                       | Dubai                                                                           | Vietnam under 20                                                                | 0 – 1                                                                           | Croazia under 20                                                                | Amichevole                                                                      | -                                                                               | 58’                                                                             |
| 29-3-2022                                                                       | Dubai                                                                           | Qatar under 20                                                                  | 2 – 2                                                                           | Croazia under 20                                                                | Amichevole                                                                      | -                                                                               |                                                                                 |
| Totale                                                                          |                                                                                 | Presenze                                                                        | 3                                                                               |                                                                                 | Reti                                                                            | 0                                                                               |                                                                                 |

## Palmarès

### Club

#### Competizioni nazionali
- Coppa di Slovacchia: 1

Spartak Trnava: 2024-2025